# Alí Castillo
Alí Castillo (nacido en Maracaibo, Estado Zulia,  el 19 de junio de 1989) es un beisbolista profesional venezolano que juega en las posiciones de segunda base en la Liga Venezolana de Béisbol Profesional juega con el equipo Águilas del Zulia.
Campeón mundial de la serie mundial de las  pequeñas ligas en el año 2000 título COMO CAMPEON FINAL CONTRA JAPON Ali castillo representó Venezuela con el equipo Zuliano de sierra maestra una hazaña historia para la categoría dicha pequeñas ligas. 
Esposa: Karen Rodriguez Aparicio  (2005 - presente) Hijos : Louis Castillo Rodriguez, Louisa Castillo Rodriguez.